# Steve Courtley
Steve Courtley ist ein australischer Spezialeffektkünstler.

## Leben
Courtley begann seine Karriere im Filmgeschäft 1980 als Mitarbeiter im Filmstab. 1981 war er bei Peter Weirs Abenteuerfilm Gallipoli mit Mel Gibson erstmals für Spezialeffekte zuständig. Es folgten zwei weitere Filme mit Mel Gibson, die Teile 2 und 3 aus der Mad Max Trilogie. Courtley arbeitete lange Zeit schwerpunktmäßig in Australien, mit dem Abebben des internationalen Erfolges australischer Filmproduktionen Anfang der 1990er Jahre begann er vermehrt an US-amerikanischen Produktionen mitzuwirken. Bei der Oscarverleihung 2000 wurde er zusammen mit John Gaeta, Janek Sirrs und Jon Thum mit dem Oscar in der Kategorie Beste visuelle Effekte für Matrix ausgezeichnet. Im selben Jahr gewannen sie mit diesem Film auch einen British Academy Film Award in der Kategorie Beste visuelle Effekte. Er war in der Folge auch an den beiden Fortsetzungen, Matrix Reloaded und Matrix Revolutions beteiligt. Nach der Produktion des letzten Filmes der Matrix Trilogie folgten keine weiteren Arbeiten Courtleys mehr im Filmgeschäft.

## Filmografie (Auswahl)
- 1981: Gallipoli
- 1981: Mad Max II – Der Vollstrecker (Mad Max 2: The Road Warrior)
- 1985: Mad Max – Jenseits der Donnerkuppel (Mad Max Beyond Thunderdome)
- 1986: Der rechte Arm der Götter (Armour of God)
- 1987: The Lighthorsemen
- 1988: Einstein Junior (Young Einstein)
- 1988: Trendsetters – Jahrmarkt der Illusionen (Emerald City)
- 1989: Farewell to the King
- 1990: Quigley der Australier (Quigley down under)
- 1994: Flucht aus Absolom (No Escape)
- 1995: Power Rangers – Der Film (Mighty Morphin Power Rangers: The Movie)
- 1996: Das Phantom (The Phantom)
- 1997: Oscar und Lucinda (Oscar and Lucinda)
- 1997: Robinson Crusoe
- 1999: Anna und der König (Anna and the King)
- 1999: Matrix (The Matrix)
- 2000: The Monkey’s Mask
- 2002: Der stille Amerikaner (The Quiet American)
- 2003: Matrix Reloaded (The Matrix Reloaded)
- 2003: Matrix Revolutions (The Matrix Revolutions)

## Auszeichnungen (Auswahl)
- 2000: British Academy Film Award in der Kategorie Beste visuelle Effekte für Matrix
- 2000: Oscar in der Kategorie Beste visuelle Effekte für Matrix